# Teracotă

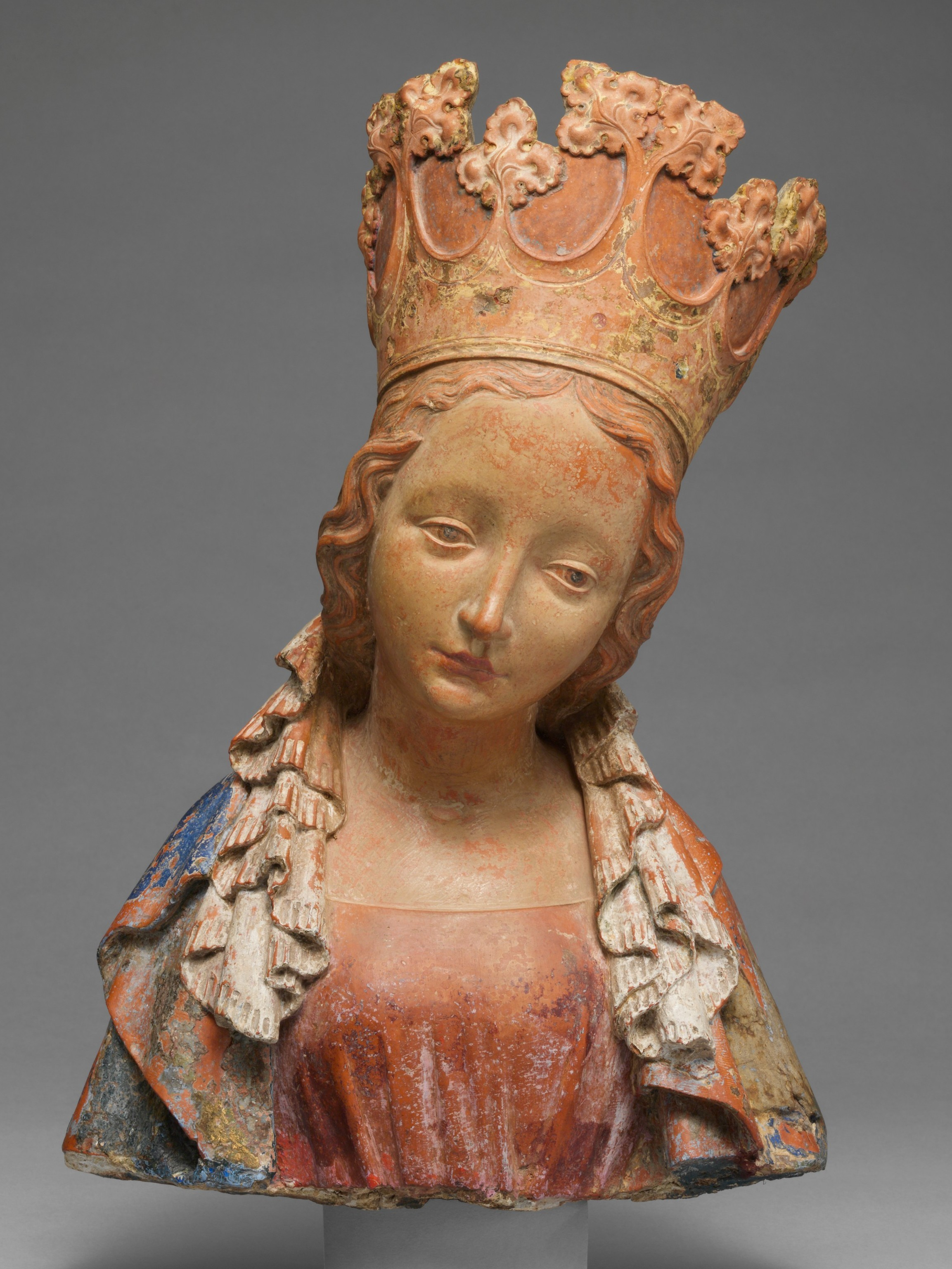
Bust boemian gotic internațional al Fecioarei Maria; circa 1390–1395; teracotă cu policromie; 32,5 x 22,4 x 13,8 cm; Muzeul Metropolitan de Artă (New York City)

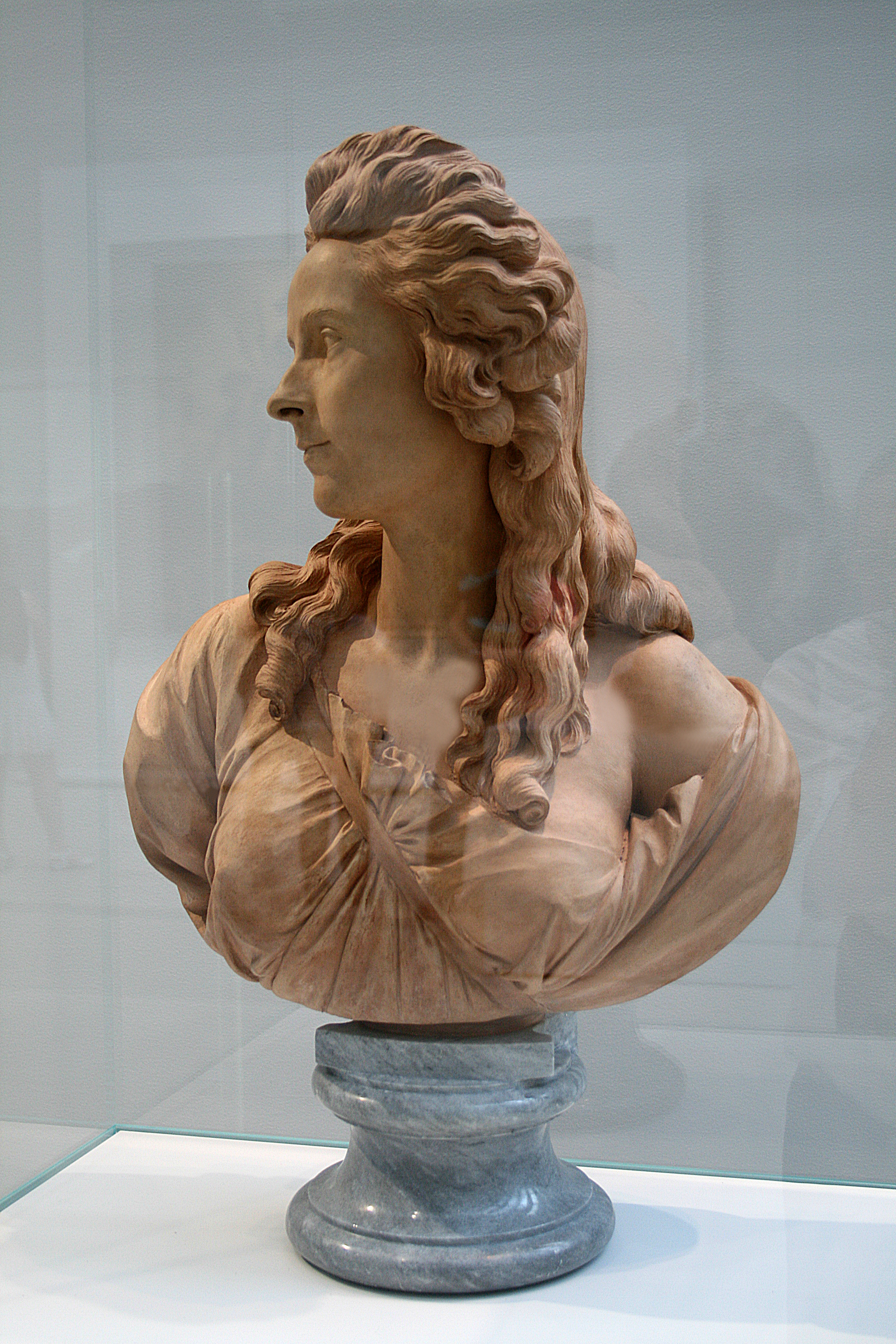
Bust al lui Élisabeth Vigée-Lebrun; de Augustin Pajou; 1783; teracotă; înălțime: 55 cm, lățime: 44 cm, grosime: 21 cm; Louvre-Lens (Lens, Franța)

Teracotă (din italiană terracotta: terra – pământ, cotta – ars) este un produs ceramic obținut din argilă prin ardere în cuptoare la o temperatură joasă și prin smălțuire.
De regulă se folosește pentru a produce cahle pentru sobe, vase de uz casnic, obiecte ornamentale.
În domeniul artei, prin același procedeu se obțin sculpturi rezistente în timp, după ce au fost modelate inițial din argilă. În Mausoleul Qin Shihuangdis, din China, a fost descoperită așa numita „armată de teracotă”, formată din 8.000 de războinici din argilă arsă plus 700 de cai, din același material, toți în mărime naturală. Figurile din argilă arsă au o înălțime de circa 1,80 m.